# 五合镇
五合镇，是中华人民共和国甘肃省白银市靖远县下辖的一个乡镇级行政单位。
2016年6月8日，甘肃省民政厅批复同意撤销五合乡，设立五合镇。

## 行政区划
五合镇下辖以下地区：
杨寺村、刘寨柯村、田窝村、野马涝村、贾寨柯村、白茨林村、二道渠村、白塔村、朱寨柯村、板尾村、白崖河村、尚书淌村、许眷村和大湾村。